# 山东社会主义青年团建团旧址
山东社会主义青年团建团旧址位于山东省济南市市中区经七路纬一路东，今济南育英中学西楼，建筑前立有“山东建团遗址”永久性标志。
该建筑原为山东高等学堂外籍教习（教师）住房，山东高等学堂停办后，于1919年春被拨给育英中学用作新校舍。1922年9月16日，中国社会主义青年团（中国共产主义青年团前身）济南地方团组织成立大会在此举行，由当时在该校任教的王尽美主持，参加者包括受中共中央派遣在山东指导工作的陈为人以及该校学生王爽、尹振祚等10人，会议选举产生以王复元为书记部书记的执行委员会，为山东建立团组织的发端。
建筑坐北面南，呈四面均为五开间的方形平面，两层布局基本相似，采用毛石墙基和灰砖清水墙体，木楼板。其东侧亦有一座样式尺寸基本相同的建筑（即东楼）。南面设高石台阶，由此经南外廊通向主入口，迎面为南北通道，两侧均分布有相连通的两个房间，通过通道尽端的楼梯可达二楼。建筑以南立面为主立面，设连续半圆券式的前柱廊，方形砖柱，二层以连续半圆券式大玻璃窗呼应，其他三面的门窗则均为平直门楣。屋顶为四坡式，中央使用透空的女儿墙砌成方形小平顶，并与四条斜脊相交。